# Gilly-sur-Loire
Gilly-sur-Loire é uma comuna francesa na região administrativa de Borgonha-Franco-Condado, no departamento Saône-et-Loire. Estende-se por uma área de 22,75 km². Em 2010 a comuna tinha 481 habitantes (densidade: 21,1 hab./km²).